# Walter Merlo
Walter Merlo (Cuneo, 18 luglio 1965 – Corno Stella, 1º agosto 1998) è stato un mezzofondista e maratoneta italiano.

## Biografia
Nel 1984, all'età di 19 anni, corse i 10000 m in 28'39"40, miglior prestazione mondiale juniores di quell'anno. Sempre nel 1984 partecipò alla gara juniores dei Mondiali di corsa campestre, piazzandosi diciottesimo.
Tra il 1985 ed il 1987 ha partecipato a 3 edizioni consecutive degli Europei indoor, gareggiando sempre nei 3000 m; nelle prime due edizioni si è piazzato rispettivamente in dodicesima ed in sesta posizione, mentre nel 1987 è stato eliminato in semifinale. Nel 1989 ha partecipato ai Mondiali di corsa campestre, ritirandosi a gara in corso. Sempre nello stesso anno ha inoltre corso sia i 5000 m che i 10000 m alle Universiadi, piazzandosi in tredicesima posizione nei 5000 m e ritirandosi nei 10000 m. In seguito, dopo alcuni anni lontano dalle gare, nel 1993 torna a gareggiare, e nel 1994 esordisce in maratona.
Il suo record personale di 7'47"61 nei 3000 m indoor, fatto registrare a Budapest il 1º febbraio 1986, è la quarta miglior prestazione italiana di sempre su questa distanza.
É morto nel 1998, all'età di 33 anni, in un incidente in montagna sul Corno Stella durante una scalata.

## Palmarès
| Anno | Manifestazione    | Sede            | Evento         | Risultato  | Prestazione | Note |
| ---- | ----------------- | --------------- | -------------- | ---------- | ----------- | ---- |
| 1984 | Mondiali di cross | East Rutherford | Corsa juniores | 18º        | 22'11"      |      |
| 1984 | Mondiali di cross | East Rutherford | A squadre      | 8º         | 122 p.      |      |
| 1985 | Europei indoor    | Il Pireo        | 3000 m piani   | 12º        | 8'20"54     |      |
| 1986 | Europei indoor    | Madrid          | 3000 m piani   | 6º         | 8'03"29     |      |
| 1987 | Europei indoor    | Liévin          | 3000 m piani   | Semifinale | 8'12"85     |      |
| 1989 | Mondiali di cross | Stavanger       | Corsa seniores | dnf        | dnf         |      |
| 1989 | Mondiali di cross | Stavanger       | A squadre      | 8º         | 318 p.      |      |
| 1989 | Universiadi       | Duisburg        | 5000 m piani   | 13º        | 14'27"60    |      |
| 1989 | Universiadi       | Duisburg        | 10000 m piani  | dnf        | dnf         |      |

## Campionati nazionali
1984
- 4º ai campionati italiani assoluti, 5000 m piani - 13'54"91
- Oro ai campionati italiani juniores, 3000 m piani - 8'16"49
- Oro ai campionati italiani juniores, 5000 m piani - 15'35"86
- Oro ai campionati italiani juniores indoor, 3000 m piani - 8'04"82
- Oro ai campionati italiani juniores di corsa campestre - 21'42"

1985
- Argento ai campionati italiani assoluti indoor, 3000 m piani - 7'50"22

1986
- Bronzo ai campionati italiani assoluti, 1500 m piani - 3'48"30
- Argento ai campionati italiani assoluti indoor, 1500 m piani - 3'45"59

1987
- Argento ai campionati italiani assoluti indoor, 3000 m piani - 8'02"30

1989
- Argento ai campionati italiani assoluti, 5000 m piani - 13'54"81

## Altre competizioni internazionali
1984
- 5º al Giro dei Gessi ( Cesena), 15,5 km - 48'30"
- 7º al Giro podistico internazionale di Pettinengo ( Pettinengo), 13 km - 38'43"
- Oro al Giro di Sanremo ( Sanremo), 11 km - 33'37"
- 19º alla Scarpa d'oro	( Vigevano), 7,5 km - 26'30"
- 4º al Giro podistico di Roppolo ( Roppolo) - 27'11"

1986
- Oro alla Vivicittà Genova ( Genova) - 35'33"
- 13º al Giro podistico internazionale di Castelbuono ( Castelbuono) - 35'48"

1987
- Oro alla Mezza maratona di Teramo ( Teramo)
- Argento al Grand Prix of Bern ( Berna), 10 miglia - 48'15"

1988
- Oro alla Stracollinare dei Castelli ( Ponte della Priula) - 1h05'16"

1989
- Argento alla Stracollinare dei Castelli ( Ponte della Priula) - 1h05'39"
- 6º al Giro podistico internazionale di Pettinengo ( Pettinengo), 13 km - 37'20"
- Oro al Circuito di Molinella	( Molinella) - 28'48"
- Argento alla In Giro a la Cava ( Peschiera Borromeo), 7,25 km - 20'37"

1993
- 5º alla Mezza maratona del Garda ( Gargnano) - 1h03'52"
- 4º alla Mezza maratona di Cairo Montenotte ( Cairo Montenotte) - 1h06'12"
- 18º al Trofeo Rione Castelnuovo ( Recanati)

1994
- Oro alla Maratona di Ivrea ( Ivrea) - 2h18'42"

1995
- 5º alla Mezza maratona di Cairo Montenotte ( Cairo Montenotte) - 1h07'48"
- 8º alla Corsa di Santo Stefano ( Bologna), 5 miglia - 25'03"
- 8º alla Ponte in Fiore ( Ponte in Valtellina), 8 km - 25'20"

1996
- Oro alla Maratona di Reggio Emilia ( Reggio Emilia) - 2h19'40"
- Bronzo alla Mezza maratona di Imperia ( Imperia) - 1h05'56"
- Argento alla Mezza maratona di Zola Predosa ( Zola Predosa) - 1h06'10"
- Oro alla Mezza maratona di Luni ( Luni) - 1h07'47"
- 5º alla Maratonina d'inverno ( San Bartolomeo in Bosco) - 1h08'07"
- 5º al Trofeo San Silvestro ( Fonni)

1997
- Argento alla Maratona di Vigarano Mainarda ( Vigarano Mainarda) - 2h17'37"
- Argento alla Maratona di Napoli ( Napoli) - 2h18'20"
- Argento alla Maratona di Piacenza ( Piacenza) - 2h21'23"
- Argento alla Maratona di Livorno ( Livorno) - 2h21'32"
- Bronzo alla Maratona di Reggio Emilia ( Reggio Emilia) - 2h22'33"
- 15º alla Stramilano ( Milano) - 1h06'13"
- Oro alla Mezza maratona di Luni ( Luni) - 1h11'07"

1998
- 4º alla Maratona dell'Alto Adige ( Egna) - 2h21'59"
- 6º alla Maratonina delle Quattro Porte ( Pieve di Cento) - 1h08'11"